# Ménil-en-Xaintois
Pour les articles homonymes, voir Mesnil.
Ménil-en-Xaintois est une commune française située dans le département des Vosges, en région Grand Est.
Ses habitants sont appelés les Ménilois.

## Géographie

### Localisation
Ménil-en-Xaintois est une petite commune rurale de la Plaine vosgienne, traversée par l'ancienne RN 66, aujourd'hui route départementale 166, le long de laquelle se concentre l'habitat. 
Le village est entouré de pâturages et de champs. Les communes voisines sont Dombasle-en-Xaintois à 2 km à l'est, Gironcourt-sur-Vraine à 6 km à l'ouest et Saint-Menge à 5 km au sud-ouest. 
D'autres communes sont limitrophes mais sans voie de communication directe avec Ménil : Biécourt et Totainville au nord, Gemmelaincourt et Rouvres-en-Xaintois au sud. Ménil partage avec Dombasle et ces dernières la forêt du Bois dessous Haye.

### Géologie et relief
La commune se compose de 28,11 hectares de territoires artificialisés (6,63 %), 332,91 hectares de territoires agricoles (78,52 %) et 63,06 hectares de forêts et milieux semi-naturels (14,87 %).
| Biécourt              | Totainville       |                      |
| Gironcourt-sur-Vraine | Ménil-en-Xaintois | Dombasle-en-Xaintois |
| Saint-Menge           | Gemmelaincourt    | Rouvres-en-Xaintois  |

### Hydrographie et les eaux souterraines
Hydrogéologie et climatologie : Système d’information pour la gestion des eaux souterraines du bassin Rhin-Meuse :
Territoire communal : Occupation du sol (Corinne Land Cover); Cours d'eau (BD Carthage),
Géologie : Carte géologique; Coupes géologiques et techniques,
 Hydrogéologie : Masses d'eau souterraine; BD Lisa; Cartes piézométriques.

#### Réseau hydrographique
La commune est située dans le bassin versant de la Meuse au sein du bassin Rhin-Meuse. Elle est drainée par le ruisseau le Canal de l'Etang et le ruisseau du Puits de Haie,.

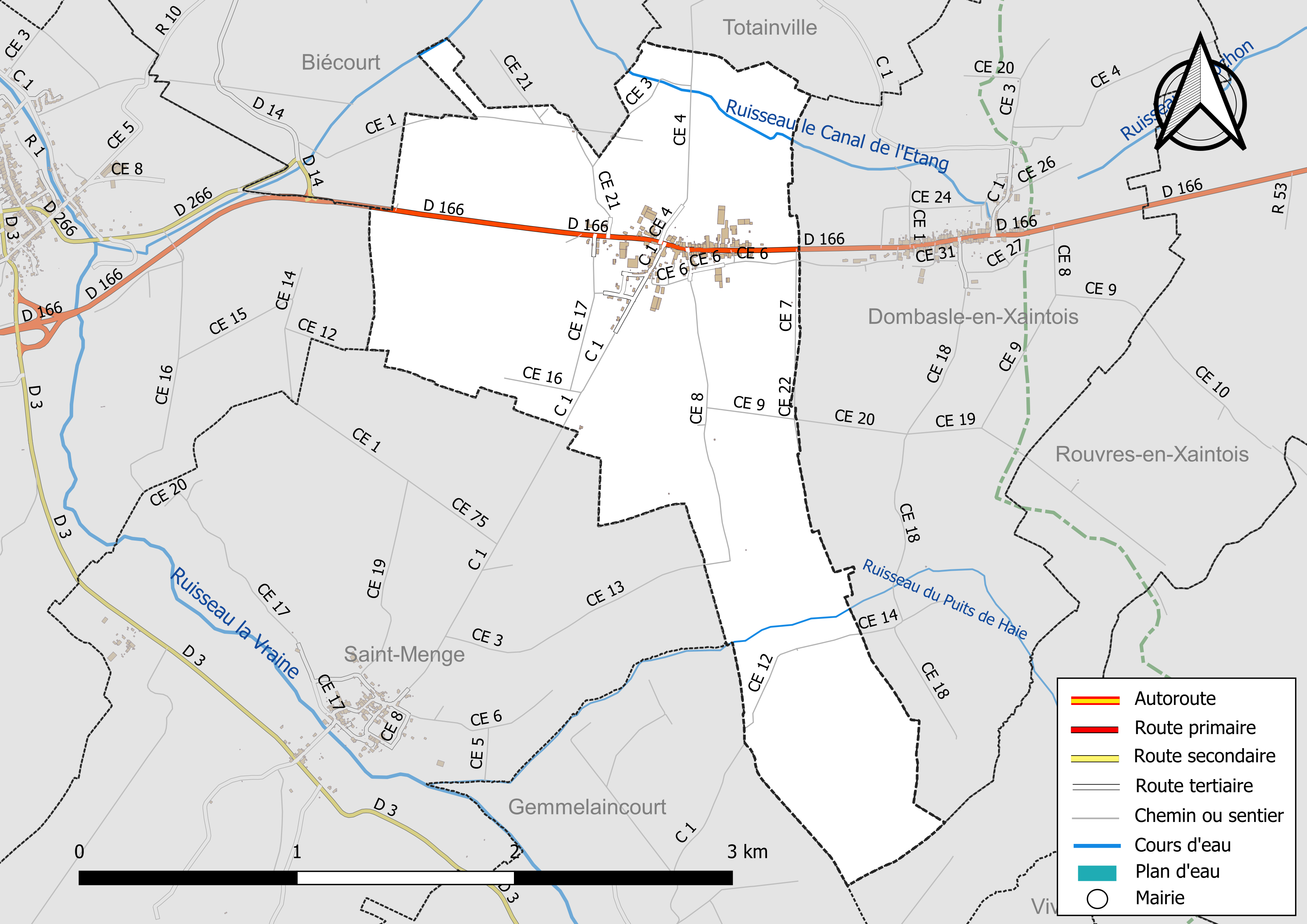
Réseaux hydrographique et routier de Ménil-en-Xaintois.

#### Gestion et qualité des eaux
Le territoire communal est couvert par le schéma d'aménagement et de gestion des eaux (SAGE) « Nappe des Grès du Trias Inférieur ». Ce document de planification, dont le territoire comprend le périmètre de la zone de répartition des eaux de la nappe des Grès du trias inférieur (GTI), d'une superficie de 1 497 km2,  est en cours d'élaboration. L’objectif poursuivi est de stabiliser les niveaux piézométriques de la nappe des GTI et atteindre l'équilibre entre les prélèvements et la capacité de recharge de la nappe. Il doit être cohérent avec les objectifs de qualité définis dans les SDAGE Rhin-Meuse et Rhône-Méditerranée. La structure porteuse de l'élaboration et de la mise en œuvre est le conseil départemental des Vosges.
La qualité des eaux de baignade et des cours d’eau peut être consultée sur un site dédié géré par les agences de l’eau et l’Agence française pour la biodiversité. 

### Climat
Pour des articles plus généraux, voir Climat du Grand Est et Climat des Vosges.
En 2010, le climat de la commune est de type climat de montagne, selon une étude du Centre national de la recherche scientifique s'appuyant sur une série de données couvrant la période 1971-2000. En 2020, Météo-France publie une typologie des climats de la France métropolitaine dans laquelle la commune est exposée à un climat océanique altéré et est dans la région climatique  Lorraine, plateau de Langres, Morvan, caractérisée par un hiver rude (1,5 °C), des vents modérés et des brouillards fréquents en automne et hiver. 
Pour la période 1971-2000, la température annuelle moyenne est de 9,4 °C, avec une amplitude thermique annuelle de 16,9 °C. Le cumul annuel moyen de précipitations est de 915 mm, avec 13,2 jours de précipitations en janvier et 9,4 jours en juillet. Pour la période 1991-2020, la température moyenne annuelle observée sur la station météorologique de Météo-France la plus proche, « Mirecourt-inra », sur la commune de Mirecourt à 12 km à vol d'oiseau, est de 10,4 °C et le cumul annuel moyen de précipitations est de 824,3 mm. 
La température maximale relevée sur cette station est de 39,5 °C, atteinte le 25 juillet 2019 ; la température minimale est de −19,5 °C, atteinte le 20 décembre 2009,,. 
Les paramètres climatiques de la commune ont été estimés pour le milieu du siècle (2041-2070) selon différents scénarios d'émission de gaz à effet de serre à partir des nouvelles projections climatiques de référence DRIAS-2020. Ils sont consultables sur un site dédié publié par Météo-France en novembre 2022.

## Urbanisme

### Typologie
Au 1er janvier 2024, Ménil-en-Xaintois est catégorisée commune rurale à habitat dispersé, selon la nouvelle grille communale de densité à sept niveaux définie par l'Insee en 2022.
Elle est située hors unité urbaine et hors attraction des villes,.

### Occupation des sols
L'occupation des sols de la commune, telle qu'elle ressort de la base de données européenne d’occupation biophysique des sols Corine Land Cover (CLC), est marquée par l'importance des territoires agricoles (78,7 % en 2018), en diminution par rapport à 1990 (85,3 %). La répartition détaillée en 2018 est la suivante : 
prairies (49,1 %), terres arables (29,6 %), forêts (14,7 %), zones urbanisées (6,6 %). L'évolution de l’occupation des sols de la commune et de ses infrastructures peut être observée sur les différentes représentations cartographiques du territoire : la carte de Cassini (XVIIIe siècle), la carte d'état-major (1820-1866) et les cartes ou photos aériennes de l'IGN pour la période actuelle (1950 à aujourd'hui).

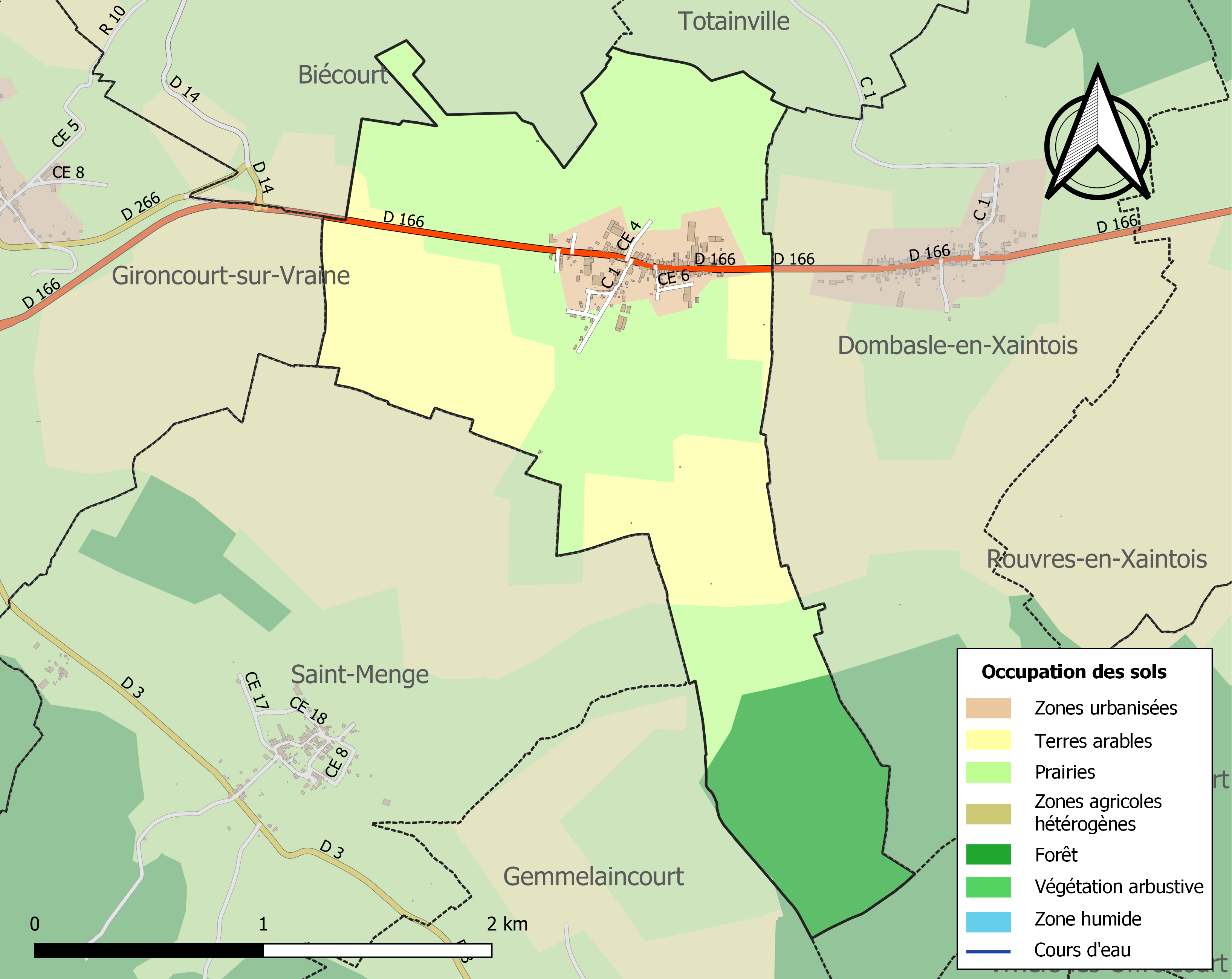
Carte des infrastructures et de l'occupation des sols de la commune en 2018 (CLC).

### Voies de communications et transports

#### Voies routières
- A31 (aussi appelée autoroute de Lorraine-Bourgogne). Échangeurs Châtenois, Bulgnéville[16].

#### Transports en commun

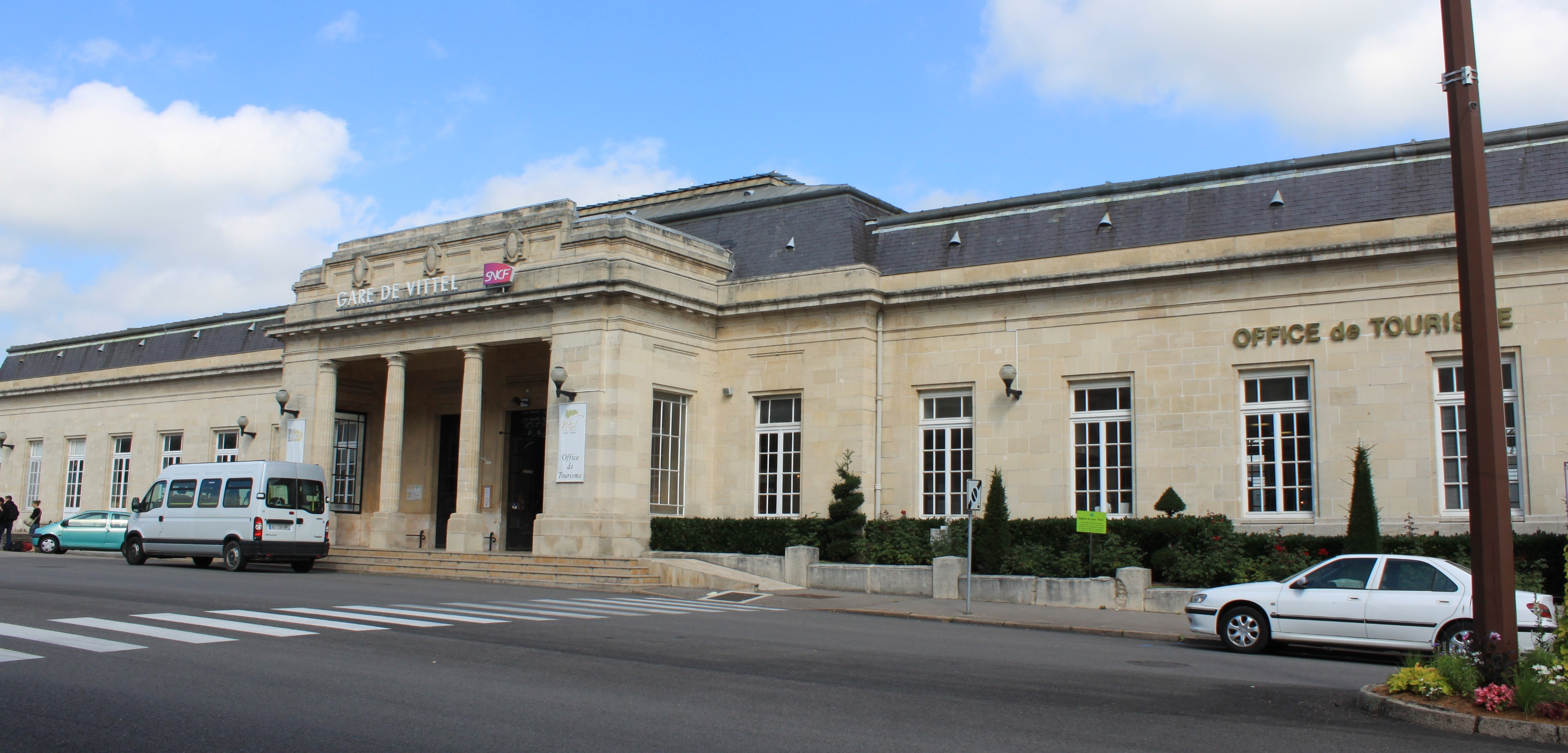
Gare de Vittel.

- Fluo Grand Est.

#### Lignes SNCF
- Gare de Contrexéville
- Gare de Vittel

#### Transports aériens
- L'Aéroport d'Épinal-Mirecourt « Vosges Aéroport ».

À partir de l'été 2021, l’aéroport d’Épinal-Mirecourt est devenu le "pélicandrome" de la Zone Est et servira ainsi de base de ravitaillement et d’intervention pour les avions bombardiers d’eau connus sous le nom de Dash 8.
- Aéroport de Nancy-Essey.

## Toponymie
Le nom de la localité est attesté sous les formes Masnile (1109) ; Masnille (1130) ; Manile (1148) ; Ecclesiam et grangiam de Mastuli, pour Masnili (1187) ; Alodium de Mesnil (1242) ; Masline (XIIe siècle) ; On finage du Manil on Sainctois (1251) ; On finage don Manilz on Santois (1280) ; L’esglise don Mesgnil (1287) ; Mesni en Sentoix (1309) ; Manil en Sainstois (1330) ; De Masnillo en Saintoix (1332) ; Du Mennil ou Saintoix, ou finage doudit Menyl (1380) ; Le Mainny on Saincttoix (XIVe siècle) ; De Manillo prope Sanctum Dominicum (1402) ; Du Manil en Saintoix (1426) ; Ceulx du Mesnil en Sainctoix (1459) ; Le Mesnil (1656) ; Mesnil en Xaintois (1711) ; Mansile in Sanctesio (1768) ; Ménil-en-Saintois (1779) ; Le Ménil St-Ois (XVIIIe siècle).

De l'oïl mesnil « habitation rurale , ferme , manoir »
Le Saintois est une région naturelle de la région Lorraine, en France. Elle est située au sud du département de Meurthe-et-Moselle et déborde dans le département des Vosges, prenant alors le nom de Xaintois.

## Histoire
L'historien lorrain Dom Calmet pensait que le village était le même que celui de Ménil-la-Tour dont il était question dans les titres anciens. La maison de Ménil la Tour portait d'argent à trois chevrons de gueules, accompagnés de neuf hermines.
Le village dépendit d'abord du marquisat de Removille puis de celui de Baudricourt. Il est parlé du village dans la confirmation des biens du prieuré de Deuilly (hameau de la commune de Sérécourt, canton de Lamarche) par Pierre, évêque de Toul, en 1118.
Rattachement administratif :
1594 : bailliage des Vosges, prévôté de Mirecourt et de Remoncourt
1710 : même bailliage, prévôté de Mirecourt
1790 : bailliage de Mirecourt, maîtrise de Neufchâteau, canton de Rouvres en Xaintois
La haute justice appartenait au duc de Lorraine (partie de Saint-Pierre), la moyenne et la basse à l'abbé de Chaumousey (partie de Chaumousey). L'abbesse de Remiremont y avait également une seigneurie (un procès, au XVIe siècle, entre elle et l'abbé de Chaumousey en atteste). Les habitants devaient payer par conduit une redevance annuelle d'un resal d'avoine et d'une poule pour droit de bourgeoisie. Au spirituel, le village dépendait de l'abbé de Chaumousey qui percevait les 2/3 de la dîme, le reste allant au curé de la paroisse. Le village voisin de Dombasle-en-Xaintois dépendait de la cure paroissiale qui appartenait à l'ordre de Saint-Augustin.
L'église, dédiée à saint Jacques le Majeur, fut construite à la fin du XIVe ou au commencement du XVe siècle. La piscine pratiquée dans le mur sud fut bien conservée jusqu'au XIXe siècle. On trouvait dans la sacristie un sacrarium qui servait de chapelle à un monastère bâti à l'extrémité occidentale du village et qui dépendait de l'abbaye de Chaumousey. 
Il est fréquent de lire, depuis le XIXe siècle, qu'au sud-ouest du village, se trouvait, au lieudit du Seucherey, un autre monastère qui dépendait de la même abbaye.
Il faudra attendre les fouilles des années 1980, entreprises à l'initiative du chanoine Jean Colson, pour constater qu'il s'agissait en fait d'une villa gallo-romaine.
La première implantation de la villa du Seucherey doit remonter à la fin du Ier ou début du IIe siècle. Elle tombera sous la déferlante barbare des années 275.
Reconstruite, elle retrouve une activité normale jusqu'aux invasions de 352-366, où elle fut, comme de nombreux établissements ruraux de la région, complètement détruite. Les séries monétaires découvertes sur le site confirment bien cette datation.
L'état général du site et la forte concentration de bois calciné témoignent que le Seucherey fut ravagé et incendié. Vue l'absence de pièces archéologiques significatives, on peut penser que l'exploitation a été pillée, à moins que les habitants aient pu prendre la fuite avec les quelques richesses de la villa.
Dans tous les cas, une partie des habitants a été massacrée lors de la destruction et abandonnée dans les décombres.
Lors du sondage de mars 1985, deux squelettes ont été mis au jour : deux adolescent(e)s respectivement âgé(e)s de 12-14 ans et 15-17 ans maximum (leurs corps étaient allongés côte à côte au milieu de pierres qui composaient certainement un mur à proximité), ainsi que le crâne d’un enfant âgée de 8 ans maximum.
De plus, on peut également observer de fortes concentrations de débris osseux à même le sol. Chaque année, la préparation des terres pour la plantation du blé, du maïs... fait ressortir des fragments de boîtes crâniennes, de mâchoires, des dents et autres ossements humains...
L'exploitation du Seucherey couvrait, hors les terres cultivées, environ 4 hectares. Une taille relativement importante pour une villa.
Les bâtiments étaient construits en pierres calcaires scellées par un mélange de chaux, de sable et de tuiles pillées.
La toiture, composée de tuiles caractéristiques (l'imbrex et la tegula), était soutenue par une charpente en bois.
Les bâtiments, constitué d'un sol en partie dallé, étaient essentiellement destinés à l'exploitation agricole. Une partie plus richement agencée, qui pourrait être la maison du maître, se situait au nord-ouest de la villa. On y note la présence d'une mosaïque à dominante de tesselles noires et blanches, et en moindre proportion des tesselles ocre. Le revêtement mural était en partie peint en rouge et vert, avec présence de carreaux de terre cuite à décors géométriques incisés dans la masse.
L'activité devait se concentrer sur l'élevage animal (dont le porc à en croire les nombreux ossements retrouvés) et la culture du blé.
- Un document de 1310 cite Mansionile in Seguntiso (in Histoire des ducs et des comtes de Champagne) de Henry d'Arbois de Jubainville avec la collaboration de Léon Pigeotte. Le terme mansionile, de latinité barbare, signifie un champ accompagné d'une maison, pour y loger le laboureur."
- Les actes d'état civil datent de 1691, la mairie et l'école datent de 1872.

En 1884, le curé de la paroisse, l'abbé Meignien, a l'idée de créer dans le village un théâtre où on jouerait une pièce en l'honneur de Jeanne d'Arc. Il fallut attendre 1894 pour que le rêve devienne réalité, les habitants de Ménil ne voulant pas s'investir dans l'aventure du prêtre,,.
Avec l'aide de monseigneur Foucault, évêque de Saint-Dié et l'accord des paroissiens, le rêve devint réalité. La pièce retraça la vie de Jeanne d'Arc, de son enfance au bûcher et s'intitula Le Mystère de Jeanne d'Arc représentée par ses compatriotes. On la dut à monseigneur Foucault. On recruta les habitants de Ménil et de Dombasle-en-Xaintois pour les besoins de la pièce. On construisit dans le village une salle en bois pouvant accueillir 2 000 personnes. Les peintres-décorateurs Albert Minoux et Paul Mangin s'occupèrent des décors, on réalisa les costumes. Il y avait 110 acteurs. Les représentations eurent lieu de 1896 à 1901,, année où un orage détruisit l'intérieur du théâtre. Elles reprennent jusqu'en 1907 mais le succès n'est plus au rendez-vous. En 1908, a lieu la vente aux enchères du théâtre et de son mobilier. Aujourd'hui, un bâtiment agricole occupe l'emplacement de l'ancien théâtre.
Au temps de sa splendeur, le théâtre accueillait une foule nombreuse, venue des villes thermales des environs mais aussi des pèlerins, des personnalités politiques (Jules Méline, Maurice Barrès, le Shah de Perse) et religieuses. Les professionnels applaudissaient, on comparait le théâtre aux meilleurs théâtres allemands de l'époque, on parlait de faire jouer la pièce à Paris lors de l'Exposition universelle de 1900, des articles de presse en vantaient les mérites. L'Illustration, célèbre journal de l'époque, lui dédia une double page dans son numéro du 22 juillet 1899.
De 1987 à 1997, sous l'impulsion du chanoine Jean Colson, les Ménilois firent revivre, le temps de quelques représentations, le théâtre populaire.
Sur les hauteurs du village, d'où on profite d'une vue étendue sur les alentours, les Allemands installèrent, durant la Seconde Guerre mondiale, une base radar. Cette base, qui fonctionna de 1941 au mois de septembre 1944, était composée notamment d'un blockhaus, de baraquements en bois et d'une cuve bétonnée devant recueillir l'eau d'un captage réalisé par les habitants du village réquisitionnés. Elle servit au radioguidage de la chasse de nuit et au guidage de l'artillerie antiaérienne. Elle fut évacuée devant l'avancée des troupes américaines.
En 1996, le village a été mis sous les feux de l'actualité après la découverte sordide d'un enfant battu par tous les adultes de sa famille,

## Politique et administration
| Période   | Période   | Identité                  | Étiquette | Qualité                         |
| --------- | --------- | ------------------------- | --------- | ------------------------------- |
| 1904      | 1908      | Émile Maldeme             |           |                                 |
| 1908      | 1912      | Aimé Poirot               |           |                                 |
| 1912      | 1920      | Émile Drouin              |           |                                 |
| 1920      | 1925      | Émile Maldeme             |           |                                 |
| 1925      | 1936      | Raynal Drouin             |           |                                 |
| 1936      | 1945      | Léon L'Huillier           |           |                                 |
| mai 1945  | mars 1977 | Antoine Cablé (1902-1979) |           | Agriculteur                     |
| mars 1977 | 1985      | Michel Gadaut (1947-2021) |           | Agent de maîtrise à l'usine BSN |
| 1985      | 1999      | Alain Viriot (1948-2008)  |           | Chef de paie à l'usine BSN      |
| 1999      | 2020      | Marcel Mathis             |           | Chef d'entreprise               |
| 2020      | En cours  | Didier Druaux             |           | [ 31 ]                          |

### Budget et fiscalité 2023

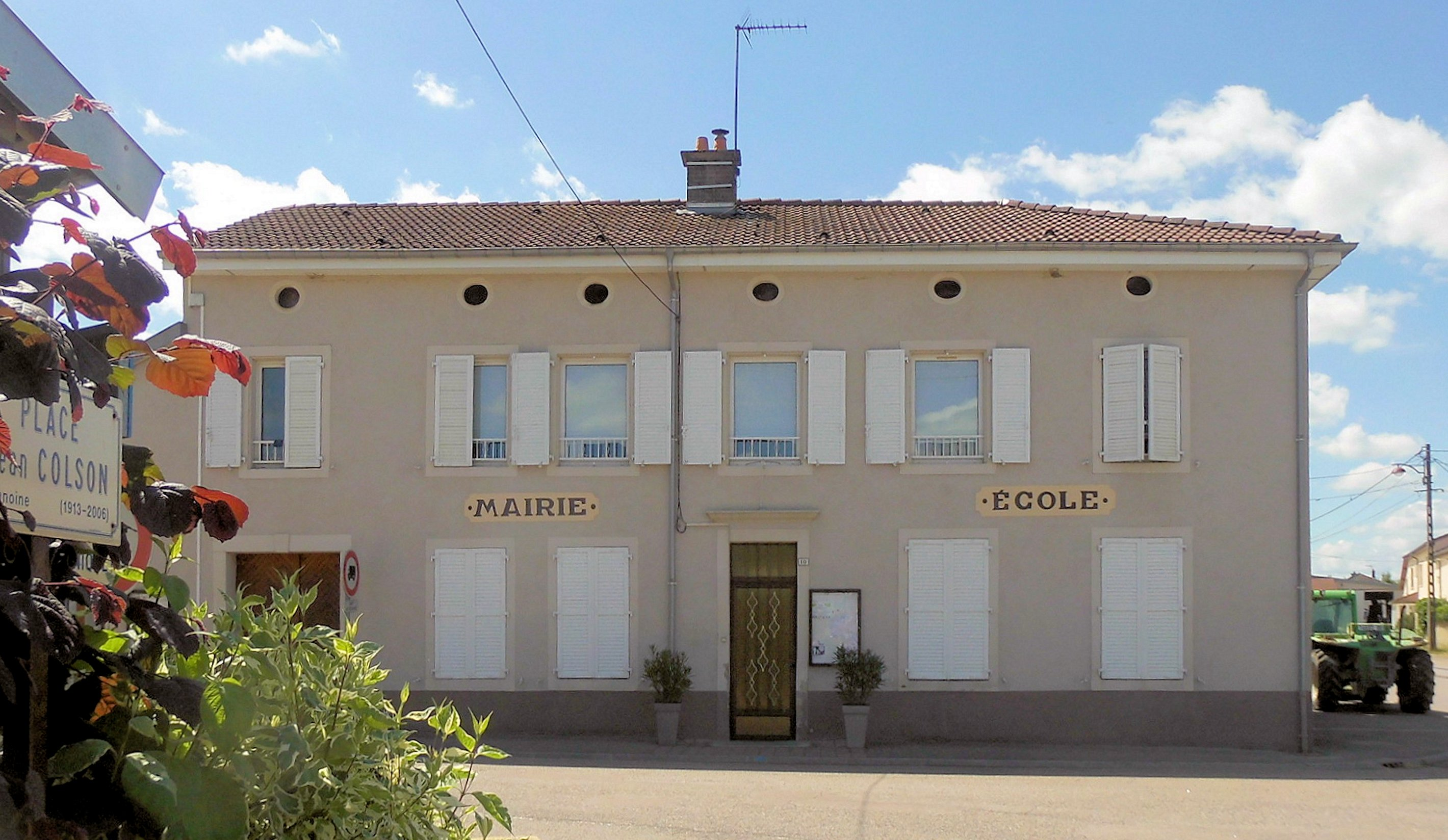
La mairie-école.

En 2023, le budget de la commune était constitué ainsi :
- total des produits de fonctionnement : 151 000 €, soit 965 € par habitant ;
- total des charges de fonctionnement : 83 000 €, soit 531 € par habitant ;
- total des ressources d'investissement : 6 000 €, soit 39 € par habitant ;
- total des emplois d'investissement : 18 000 €, soit 117 € par habitant ;
- endettement : 53 000 €, soit 339 € par habitant.

Avec les taux de fiscalité suivants :
- taxe d'habitation : 18,83 % ;
- taxe foncière sur les propriétés bâties : 33,90 % ;
- taxe foncière sur les propriétés non bâties : 20,77 % ;
- taxe additionnelle à la taxe foncière sur les propriétés non bâties : 0,00 % ;
- cotisation foncière des entreprises : 0,00 %.

Chiffres clés Revenus et pauvreté des ménages en 2021 : médiane en 2021 du revenu disponible, par unité de consommation : 23 060 €.

## Population et société

### Démographie

#### Évolution démographique
L'évolution du nombre d'habitants est connue à travers les recensements de la population effectués dans la commune depuis 1793. Pour les communes de moins de 10 000 habitants, une enquête de recensement portant sur toute la population est réalisée tous les cinq ans, les populations de référence des années intermédiaires étant quant à elles estimées par interpolation ou extrapolation. Pour la commune, le premier recensement exhaustif entrant dans le cadre du nouveau dispositif a été réalisé en 2006.

En 2022, la commune comptait 168 habitants, en évolution de +9,8 % par rapport à 2016 (Vosges : −2,96 %, France hors Mayotte : +2,11 %).
| 1793 | 1800 | 1806 | 1821 | 1831 | 1836 | 1841 | 1846 | 1856 |
| ---- | ---- | ---- | ---- | ---- | ---- | ---- | ---- | ---- |
| 155  | 166  | 184  | 200  | 204  | 229  | 223  | 275  | 252  |

| 1861 | 1866 | 1876 | 1881 | 1886 | 1891 | 1896 | 1901 | 1906 |
| ---- | ---- | ---- | ---- | ---- | ---- | ---- | ---- | ---- |
| 238  | 224  | 224  | 213  | 218  | 206  | 201  | 199  | 199  |

| 1911 | 1921 | 1926 | 1931 | 1936 | 1946 | 1954 | 1962 | 1968 |
| ---- | ---- | ---- | ---- | ---- | ---- | ---- | ---- | ---- |
| 196  | 193  | 210  | 185  | 189  | 167  | 152  | 161  | 162  |

| 1975 | 1982 | 1990 | 1999 | 2006 | 2011 | 2016 | 2021 | 2022 |
| ---- | ---- | ---- | ---- | ---- | ---- | ---- | ---- | ---- |
| 163  | 172  | 142  | 125  | 138  | 178  | 153  | 161  | 168  |

### Enseignement
Établissements d'enseignements :
- Écoles maternelles et primaires à Gironcourt-sur-Vraine, Rouvres-en-Xaintois, Oëlleville, Houécourt, Baudricourt.
- Collèges à Châtenois, Mandres-sur-Vair, Vittel, Mirecourt, Contrexéville.
- Lycées à Mandres-sur-Vair, Mirecourt, Contrexéville, Neufchâteau.

### Santé
Professionnels et établissements de santé :
- Médecins à Gironcourt-sur-Vraine, Vicherey, Châtenois, Remoncourt, Mirecourt.
- Pharmacies à Gironcourt-sur-Vraine, Vicherey, Châtenois, Remoncourt, Mattaincourt, Vittel.
- Hôpitaux à Mirecourt, Mattaincourt, Vittel, Neufchâteau, Ville-sur-Illon.

### Cultes
- Culte catholique, Paroisse Saint-Pierre-Fourier[40], Diocèse de Saint-Dié.

## Économie

### Entreprises et commerces

#### Agriculture
- Élevage de vaches laitières[41].
- Élevage d'autres bovins et de buffles.
- Élevage d'ovins et de caprins.
- Culture et élevage associés.
- Culture de fruits à pépins et à noyau.

#### Tourisme
- Hôtellerie et restauration à Gironcourt-sur-Vraine, Rouvres-en-Xaintoix, Baudricourt[42].

Gîtes ruraux à Saint-Paul, Courcelles, Châtenois.

#### Commerces
- Commerces et services de proximité[44].

## Culture locale et patrimoine

### Lieux et monuments

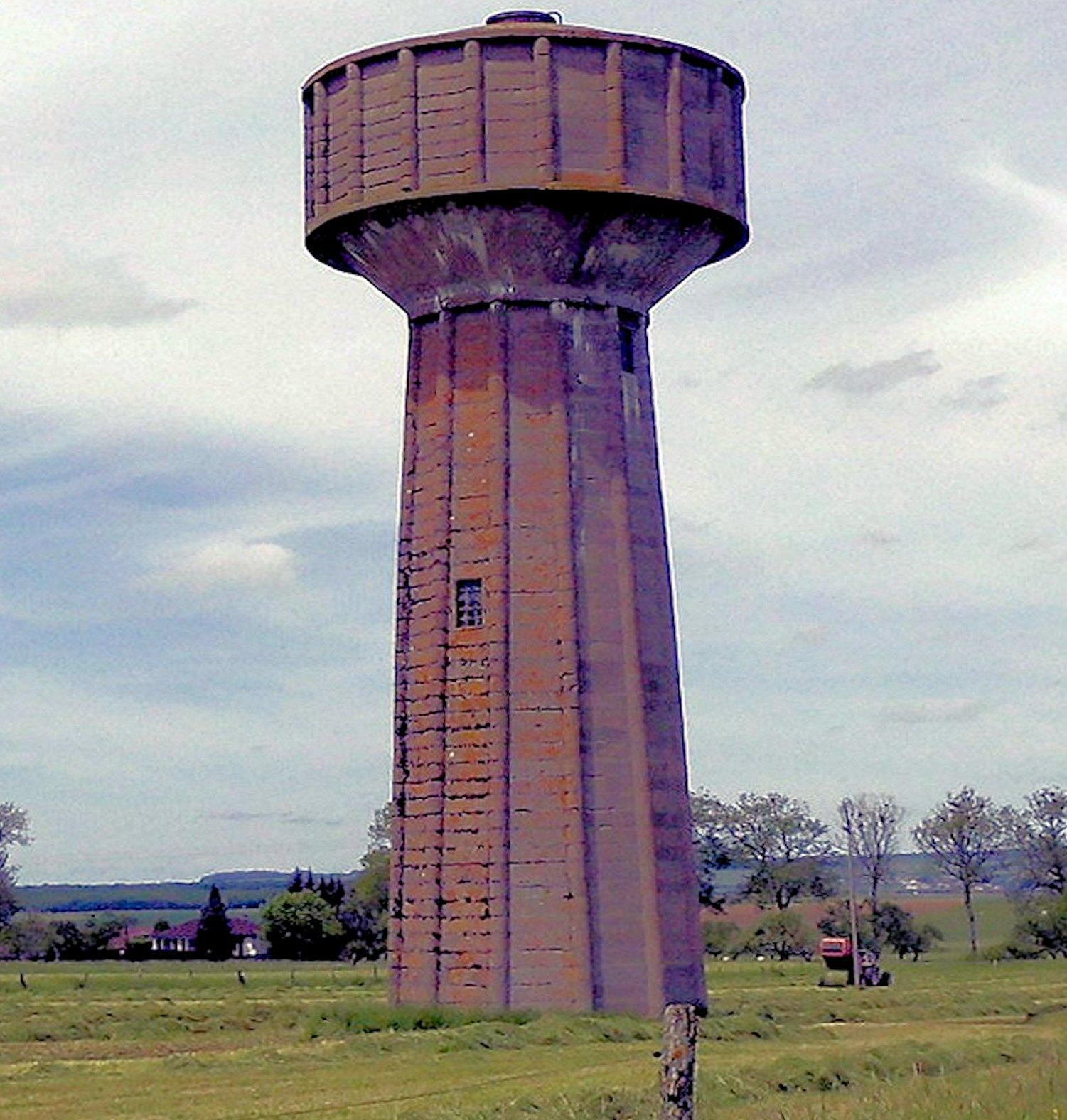
Le château d'eau.
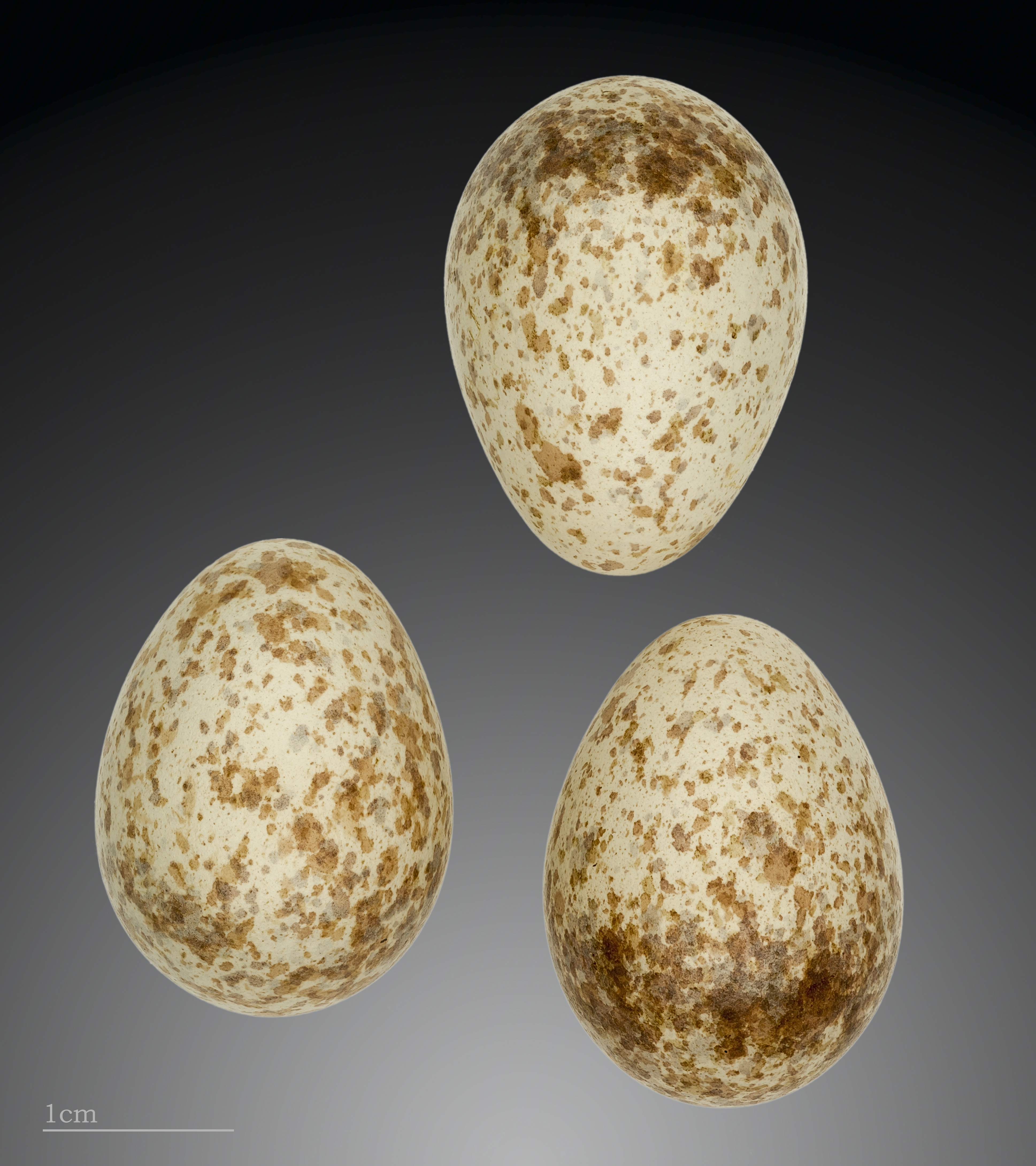
Biodiversité : Œuf de Pie-grièche grise.

- Église Saint-Jacques-le-Majeur du XIIIe siècle.

Patrimoine mobilier :
* Une toile de fond peinte, classée monument historique depuis 1994, est conservée dans l'église,. Elle représente la maison natale de Jeanne d'Arc, l'église paroissiale avant la modification de l'ancien chœur ou porche d'entrée actuel, la mairie et le pont.
* Tableau : Vierge à l’Enfant entre saint Roche et saint Nicolas.
* Tabernacle, détail.
* Statue (statuette) : Saint Nicolas.
* Tableau : Trinité (la).
- Patrimoine rural recensé par le service régional de l'Inventaire général du patrimoine culturel[51].

puits - abreuvoir.
pompe à eau,.
- Monument aux morts[55].
- Biodiversité[56] :

Pie-grièche grise. Lanius excubitor.

### Personnalités liées à la commune
- Victor Amédé Gasquin (1831-1888), proviseur du lycée de Reims, chevalier de la Légion d'honneur, né à Ménil-en-Xaintois[58].
- Louis Aimé Julien Prevet (1882-1960), lieutenant-colonel d'infanterie, commandeur de la Légion d'honneur, né à Ménil-en-Xaintois le 9 Mars 1882 et mort a Meaux (seine et marne) le 1 novembre 1960[59].

### Héraldique, logotype et devise
Commune sans blason.

## Pour approfondir